# Axinopalpus californicus
Axinopalpus californicus är en skalbaggsart som beskrevs av Victor Ivanovitsch Motschulsky. Axinopalpus californicus ingår i släktet Axinopalpus och familjen jordlöpare. Inga underarter finns listade i Catalogue of Life.